# Domènec Agustí i Salmons
Domènec Agustí i Salmons (Vilanova de la Sal, Noguera, 1849 - Ascó, Ribera d'Ebre, 26 d'agost de 1916) fou un metge que exercí la seua professió a la vila d'Ascó.
Va ésser un gran aficionat a la música i, en conseqüència, ensenyà solfeig, dirigí un conjunt orquestral i organitzà un grup de caramelles.
Dins el catalanisme polític, signà el Missatge a la Reina Regent (1888) i, sota el guiatge de la Unió Catalanista, fou designat delegat a les Assemblees de Manresa (1892), Reus (1893), Balaguer (1894), Olot (1895), Terrassa (1901) i Barcelona (1904).